# Swanscombe
Swascombe è un villaggio, parte della contea del Kent, in Inghilterra. Si tratta di uno degli insediamenti primitivi in Gran Bretagna.
A Swanscombe è stato trovato il cranio umano più vecchio della Gran Bretagna. Vi è stata ritrovata anche la più vecchia ascia a mano, risalente a circa 250.000 anni fa.